# Fonds vautour

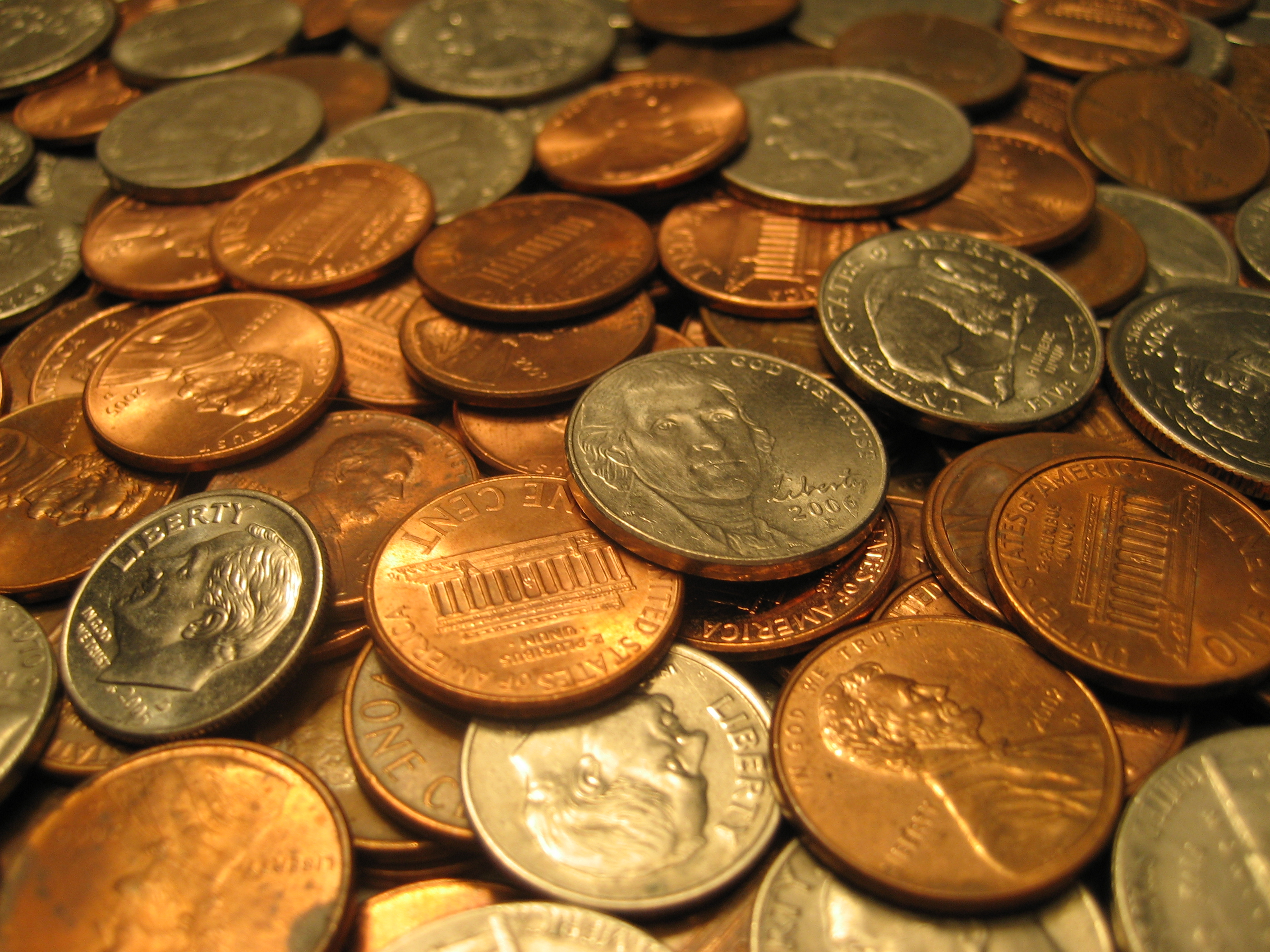
Un assortiment de pièces de monnaie des États-Unis, y compris des quarts, des dimes, des nickels et des pennies.

Les fonds vautours sont des fonds d'investissement spéculatifs qui se spécialisent dans l'achat à bas prix de dettes émises par des débiteurs en difficulté ou proches du défaut de paiement, qu'il s'agisse de dettes d'entreprises ou de dettes souveraines, avec pour objectif de réaliser une plus-value soit lors de la phase de restructuration de la dette, soit en refusant la restructuration et en obtenant par action en justice le remboursement de leur créance à une valeur proche de la valeur nominale plus intérêts et éventuels arriérés de retard.

## Concept
Les fonds vautours rachètent à bas prix de la dette publique (par exemple, la dette de l'Argentine lors de la crise économique argentine des années 2000). Détenteurs d'une part importante de la dette, ils refusent ensuite de participer aux rounds de renégociation et de restructuration de la dette. Ils entament ensuite des procédures judiciaires afin d'être remboursés à la valeur nominale de la dette qui avait été achetée à bas prix. Ainsi, dans le cas de l'Argentine, les fonds vautours demandent encore un remboursement au plus proche de la valeur nominale en 2016.
Les États souhaitent se prémunir contre ces fonds. Des mécanismes de défense fonds existent. On trouve par exemple des clauses d'immunité d'exécution qui protègent de saisies les États souverains, des clauses d'action collective permettant à la majorité des obligataires de neutraliser les créanciers récalcitrants, des systèmes de gouvernance des porteurs d'obligations comme le trust deed empêchant les actions individuelles de créanciers vautours. A aussi été développée la notion de « dette odieuse ». Le Fonds monétaire international a mené des recherches sur un mécanisme de restructuration de dette.
Hormis le caractère qui peut être considéré comme immoral, les fonds vautour présentent certains avantages. Premièrement, l'achat de titres fortement décôtés limite la décote elle-même. En effet, les obligations d'entreprises ou d'états en difficulté peuvent rapidement entrer en survente par effet de panique, ce qui provoque un effondrement du cours et potentiellement une perte énorme sur l'investissement. En étant les acheteurs de contrepartie, les fonds vautour amortissent la chute du prix en tant qu'acteurs uniques de demande du marché.
Deuxièmement, les fonds vautour sont connus pour disposer de moyens d'accès au droit très importants. L'entreprise en restructuration tentera alors d'éviter une proposition d'échange de titres ou d'indemnisation au porteur qui ne serait pas acceptable par les fonds vautour. Par ailleurs, tous les créanciers d'un même titre doivent généralement être traité d'un même pied. Par conséquent, les petits porteurs qui n'ont pas ou peu de moyens de contestation se retrouvent sous l'influence bénéfique (dans leur intérêt) des fonds vautour.
Troisièmement, il n'est pas tout à fait exact de penser que le fonds vautour pourra d'autant plus se servir que l'entreprise visée sera en difficulté. Dans les situations de très grande insolvabilité, les fonds propres seront totalement insuffisants pour couvrir le remboursement de la dette en cas de dépôt de bilan. Les fonds vautour préfèrent alors une négociation sans insolvabilité pour obtenir à terme plus que par la faillite pure et simple. Cela profite aussi aux autres créanciers des mêmes titres.

## Critiques
Ces fonds sont souvent critiqués car le fondement de leur stratégie est de parier sur le succès de l'emprunteur pour optimiser ses chances d'être remboursé. Néanmoins, ces fonds ont le Droit pour eux puisque le fondement de leur action est de simplement demander à se voir rembourser le montant prévu contractuellement sur les titres de créances dont ils sont légalement propriétaires. Les tribunaux donnent ainsi souvent raison aux fonds vautours lorsqu'ils ont à juger un contentieux entre le fond et un débiteur. 

## Fonds
- Aurelius Capital Management
- Japonica Partners[7],[8]
- Elliott Management Corporation[9]
- Charterhouse Capital Partners[10]
- Oaktree Capital Management[11]
- The Blackstone Group[12]
- Cerberus Capital Management[13]
- Trafalgar Asset Managers[14]
- Soros Fund Management[15]
- Gotham City Research
- Alpha Blue Ocean  [16],[17],[18],[19]
- Atlas Capital Market
- Perpetua Park Partner[20]
- Negma[21]